# کمیته عملی زبان مرکزی همه احزاب
کمیته عملی زبان مرکزی همه احزاب (با نام اصلی Shorbodolio Kendrio Rashtrobhasha Kormi Porishod) سازمان سیاسی رهبری کننده در جنبش زبان بنگالی در بنگال شرقی بود.
این نهاد در نشستی که له دعوت مولانا بهشانی از اعضای عوامی مسلم لیگ داشت، در ۳۱ ژانویه 1952, در محوطه کتابخانه دانشگاه داکا تشکیل شد.